# گنجشک درنده
گنجشک درنده، نام یک گروه هکری است که چندین بار به زیرساخت‌ها و سامانه‌های دیجیتال ایران حمله سایبری کرده است. از جملۀ این موارد حملهٔ سایبری به جایگاه‌های سوخت و سامانهٔ کارت سوخت در ۲۷ آذر ۱۴۰۲، حمله سایبری مجدد به جایگاه‌های سوخت، شرکت راه‌آهن و وزارت راه و شهرسازی در آبان سال ۱۴۰۰، هک بانک سپه و صرافی نوبیتکس در خرداد ۱۴۰۴ است.
برخی خبرگزاری‌ها مدعی شده‌اند که این گروه هکری در اسرائیل مستقر است.

## فهرست حمله‌های سایبری

### راه‌آهن و وزارت راه و شهرسازی
این گروه در تیر ۱۴۰۰ به سیستم راه‌آهن و وزارت راه و شهرسازی ایران نفوذ کردند. در این حمله:
- سیستم های کامپیوتری شرکت راه آهن دچار اختلال سراسری شدند.
- فعالیت صدها قطار به تعویق افتاد یا لغو شد.
- ورودی‌ها و خروجی ها، مراکز خرید بلیط، خدمات الکترونیک باری و مسافری مختل شدند.
- سایت شرکت راه آهن، سایت وزارت راه و شهرسازی (mrud.ir) و سایت ثبت‌نام تسهیلات ودیعه مسکن و مسکن ملی (tem.mrud.ir) از دسترس خارج شدند.[۵]

### جایگاه‌های سوخت
این گروه دو بار در آبان ۱۴۰۰ و آذر ۱۴۰۲ به ۴۳۰۰ جایگاه سوخت خودرو در سیستم سوخت‌رسانی خودروی ایران حمله سایبری کرد. این حمله باعث شد مردم در نقاط مختلف ایران برای مدتی نتوانند سوخت دریافت کرده و از خودروهای خود استفاده کنند. این گروه در ایمیلی به صدای آمریکا نوشتند:
این بار نیز اقدام ما در حین صدمه‌ای محدود به خدمات اضطراری کشور، واکنش به تحریکات سایبری رژیم تروریست‌پرور تهران علیه مردم منطقه و جهان است.
همزمان ویدئوهایی منتشر شد که در برخی بیلبوردهای دیجیتالی در جاده‌های اصفهان نوشته شده بود «بنزین مجانی در پمپ بنزین جماران، خامنه‌ای! بنزین ما کو؟»
نیویورک تایمز به نقل از دو مقام آمریکایی ادعا کرد اسرائیل عامل این حمله بوده است.

#### واکنش‌ها
- ابوالحسن فیروزآبادی، رئیس مرکز ملی فضای مجازی در صداوسیمای دولتی ایران گفت این حمله «احتمالا توسط یک کشور خارجی» بوده اما برای اعلام نام آن کشور «زود است».[۳]
- جواد اوجی، وزیر نفت گفت بر اثر این حمله «تمامی جایگاه‌ها دچار مشکل شدند و همه نازل‌ها از کار افتادند.»[۳]
- ابراهیم رئیسی، رئیس‌جمهور ایران گفت «این حمله سایبری نه اولین بار است، نه آخرین بار» و «خودتان را برای پیشگیری و مقابله آماده و ایمن کنید.»[۳]
- ند پرایس، سخنگوی وزارت امور خارجه ایالات متحده آمریکا، در پاسخ به پرسش خبرنگاری که پرسید «آمریکا به نوعی در حمله سایبری ادعایی دولت ایران دخالت داشته است و یا از وقوع آن باخبر بوده یا نه» گفت: «پاسخی ندارم.»[۳]

### کارخانه‌های فولاد ایران
گنجشک درنده در سال ۱۴۰۱ از طریق حمله سایبری باعث ایجاد آتش‌سوزی گسترده در یک کارخانه فولاد ایران شد. این هک موجب تهدید جان افراد شد. این گروه ادعا کرد شرکت فولاد خوزستان، شرکت فولاد مبارکه اصفهان و شرکت فولاد هرمزگان را هک کرده و ویدیو‌ها‌ و تصاویری از عملیات خود از جمله دوربین‌های مداربسته منتشر کرد. این گروه ادعا کرد:
این حمله سایبری با احتیاط کامل برای جلوگیری از رساندن هر آسیبی به افراد بی‌گناه صورت گرفته است.
همزمان کانال تلگرامی شرکت فولاد خوزستان هم هک شد و اطلاعیه‌ای از طرف روابط عمومی این شرکت در درباره تعطیلی موقت این شرکت منتشر شد: «شرکت فولاد خوزستان به دلایل معضلات فنی قادر به ادامه فعالیت نبوده و تا اطلاع ثانوی تعطیل است.» امین ابراهیمی، مدیرعامل این شرکت این اطلاعیه را تکذیب کرد.

#### واکنش‌ها
- مرکز ملی فضای مجازی نوشت بخشی از سیستم‌های فناوری اطلاعات فولاد مورد حمله سایبری «دشمنان خارجی» قرار گرفته و بخش‌هایی از شرکت فولاد هرمزگان و خوزستان دچار اختلال در تولید شده است و «به سرعت سیستم‌های امنیتی نسبت به مهار و دفع آثار حمله سایبری مذکور اقدام کردند.»[۷]
- امین ابراهیمی مدیرعامل شرکت صنایع فولاد خوزستان گفت این حمله خسارتی نداشته ولی «سیستم آی تی، ایجاد یک باگ را نشان می‌دهد».[۷]

### بانک سپه
در خرداد ۱۴۰۴ این گروه به بانک سپه حمله سایبری کرد و خدمات این بانک را برای مدتی مختل کرد. این گروه در پیام خود نوشتند:
بانک سپه نهادی بود که از تحریم‌های بین‌المللی عبور می‌کرد و با استفاده از پول مردم ایران، از پروکسی‌های تروریستی رژیم، برنامه موشکی بالستیک و برنامه نظامی هسته‌ای آن حمایت می‌کرد.

### صرافی نوبیتکس
در جریان جنگ ایران و اسرائیل در خرداد ۱۴۰۴، این گروه بیش از ۹۰ میلیون دلار از دارایی کاربران صرافی نوبیتکس (بزرگترین شرکت رمزارز ایران) را به سرقت برده و به کیف پولی بدون کلید خصوصی منتقل کردند و در عمل سوزاندند.

#### واکنش‌ها
- تلگرام در ۳ تیر ۱۴۰۴ کانال این گروه را که منبع اصلی اطلاع‌رسانی در مورد هک‌های این گروه بود، به دلیل نقض قوانین این پیام‌رسان مسدود کرد.[۸]